# EC 1.1.3
La EC 1.1.3 è una sotto-sottoclasse della classificazione EC relativa agli enzimi. Si tratta di una sottoclasse delle ossidoreduttasi che include enzimi che agiscono su donatori di tipo CH-OH (alcoli) utilizzando un citocromo come accettore.

## Enzimi appartenenti alla sotto-sottoclasse
| numero EC   | nome accettato                                       |
| ----------- | ---------------------------------------------------- |
| EC 1.1.3.3  | malato ossidasi                                      |
| EC 1.1.3.4  | glucosio ossidasi                                    |
| EC 1.1.3.5  | esoso ossidasi                                       |
| EC 1.1.3.6  | colesterolo ossidasi                                 |
| EC 1.1.3.7  | aril-alcol ossidasi                                  |
| EC 1.1.3.8  | L-gulonolattone ossidasi                             |
| EC 1.1.3.9  | galattosio ossidasi                                  |
| EC 1.1.3.10 | piranosio ossidasi                                   |
| EC 1.1.3.11 | L-sorbosio ossidasi                                  |
| EC 1.1.3.12 | piridossina 4-ossidasi                               |
| EC 1.1.3.13 | alcol ossidasi                                       |
| EC 1.1.3.14 | catecolo ossidasi (dimerizzante)                     |
| EC 1.1.3.15 | (S)-2-idrossiacido ossidasi                          |
| EC 1.1.3.16 | ecdisone ossidasi                                    |
| EC 1.1.3.17 | colina ossidasi                                      |
| EC 1.1.3.18 | alcol secondario ossidasi                            |
| EC 1.1.3.19 | 4-idrossimandelato ossidasi                          |
| EC 1.1.3.20 | alcol (a lunga catena) ossidasi                      |
| EC 1.1.3.21 | glicerolo-3-fosfato ossidasi                         |
| EC 1.1.3.23 | tiamina ossidasi                                     |
| EC 1.1.3.27 | idrossifitanato ossidasi                             |
| EC 1.1.3.28 | nucleoside ossidasi                                  |
| EC 1.1.3.29 | N-acilesosammina ossidasi                            |
| EC 1.1.3.30 | polivinil-alcol ossidasi                             |
| EC 1.1.3.37 | D-arabinono-1,4-lattone ossidasi                     |
| EC 1.1.3.38 | vanillil-alcol ossidasi                              |
| EC 1.1.3.39 | nucleoside ossidasi (formante perossido di idrogeno) |
| EC 1.1.3.40 | D-mannitolo ossidasi                                 |
| EC 1.1.3.41 | xilitolo ossidasi                                    |